# نورين موراي
نورين موراي (بالإنجليزية: Noreen Murray)‏ (ولدت في 26 فبراير 1935 - توفيت في 12 مايو 2011) كانت عالمة وراثة جُزيئية إنجليزية، ساهمت في تطوير لقاح ضد التهاب الكبد ب، حيثُ كان أول لُقاح مُعدل وراثيًا للإستخدام البشري.